# 密歇根城 (密西西比州)
密歇根城（英語：Michigan City）是位於美國密西西比州本頓縣的非建制地區。

## 歷史
密歇根城原名戴維斯米爾斯（Davis Mills），1875年改為現稱，因其定居者來自密歇根州而得名。當地曾有麵粉廠和木工廠。密歇根城的郵局自1871年營運至今。

## 地理
密歇根城所處的海拔為高於海平面123米（即404英呎），而該地所採用的時區為UTC-6，即北美中部時區（CST）。同時該地設有夏令時間，為UTC-6調快一小時，即UTC-5（CDT）。